# No-Touch-Technik (Hygiene)
Der Begriff Non-Touch-Technik (engl. no touch, nicht berühren) stammt aus dem Bereich der medizinischen Versorgung. Dazu gehören beispielsweise das Legen eines Katheters oder die Versorgung einer Wunde mit Verbandmaterial. Die Wunde und das direkt aufzubringende Verbandmaterial werden nicht mit bloßen Händen berührt. Diese Technik soll die Übertragung von Krankheitserregern minimieren.

## Funktion
Die Non-Touch-Technik wird angewendet, um eine hygienische Versorgung einer Wunde zu gewährleisten bzw. eine Kontamination durch das Tragen von Schutzhandschuhen zu verhindern. Daneben sind Schutzkleidung für alle beteiligten Personen, keimarme Einmalhandschuhe, eine regelgerechte Händedesinfektion unerlässlich.
Zwei Arten der Non-Touch-Technik gibt es:
- Verwenden von sterilen Handschuhen
- Verwenden von unsterilen Einmal-Handschuhen, jedoch sterilen Instrumenten (Pinzetten, Scheren).

Grundsätzlich ersetzt die Non-Touch-Technik nicht die Notwendigkeit der Händehygiene.

## Anwendung
- Die Wunde darf nur mit sterilen Verbandmaterialien in Verbindung kommen.
- Keine Berührung der Wunde mit ungeschützten Händen.
- Aseptische Wunden (keimfreie Wunden) werden von innen nach außen gereinigt.
- Septische Wunden (infizierte Wunden mit Keimen, Bakterien oder Pilzen) von außen nach innen reinigen (z. B. mit isotonischer Kochsalzlösung, Polyhexanid, Octenidin, Ringerlösung).
- Aseptische Wunden werden vor den septischen Wunden behandelt.
- Mit einer Kompresse darf nur einmal über die Wunde gewischt werden.
- Salben, Verbandwagen usw. nicht mit kontaminierten Handschuhen anfassen.

## Material
- Unsterile und sterile Handschuhe
- Sterile Kompressen
- Elastisches und unelastisches Verbandmaterial, Fixierbinden etc.
- Pflaster
- Schere
- Sterile Pinzette
- Desinfektionsspray

## Prozessqualität
Im weitesten Sinne gehören hierzu Maßnahmen der Prozessqualität: Im Krankenhaus oder in chirurgischen Einrichtungen können Geräte ohne Zuhilfenahme der Hände bedient werden, beispielsweise Wasserhähne, Seifenspender oder durch Lichtschranken gesteuerte Schiebetüren.